# Славутич (готель, Київ)
Готель «Славутич» — 16-поверховий тризірковий готель у Києві.

## Характеристики
Готель на 400 номерів. Крім того, є конференц-зали, які вміщають до 150 відвідувачів та кімната переговорів для проведення семінарів і конференцій. На 1-му поверсі ресторан. Основний зал розрахований на 100 посадочних місць. Також для гостям діє VIP-кімната та окремий зал з караоке.
У готелі також розташовані лобі-бар, бізнес-центр, пральня, хімчистка, перукарня.

## Номери

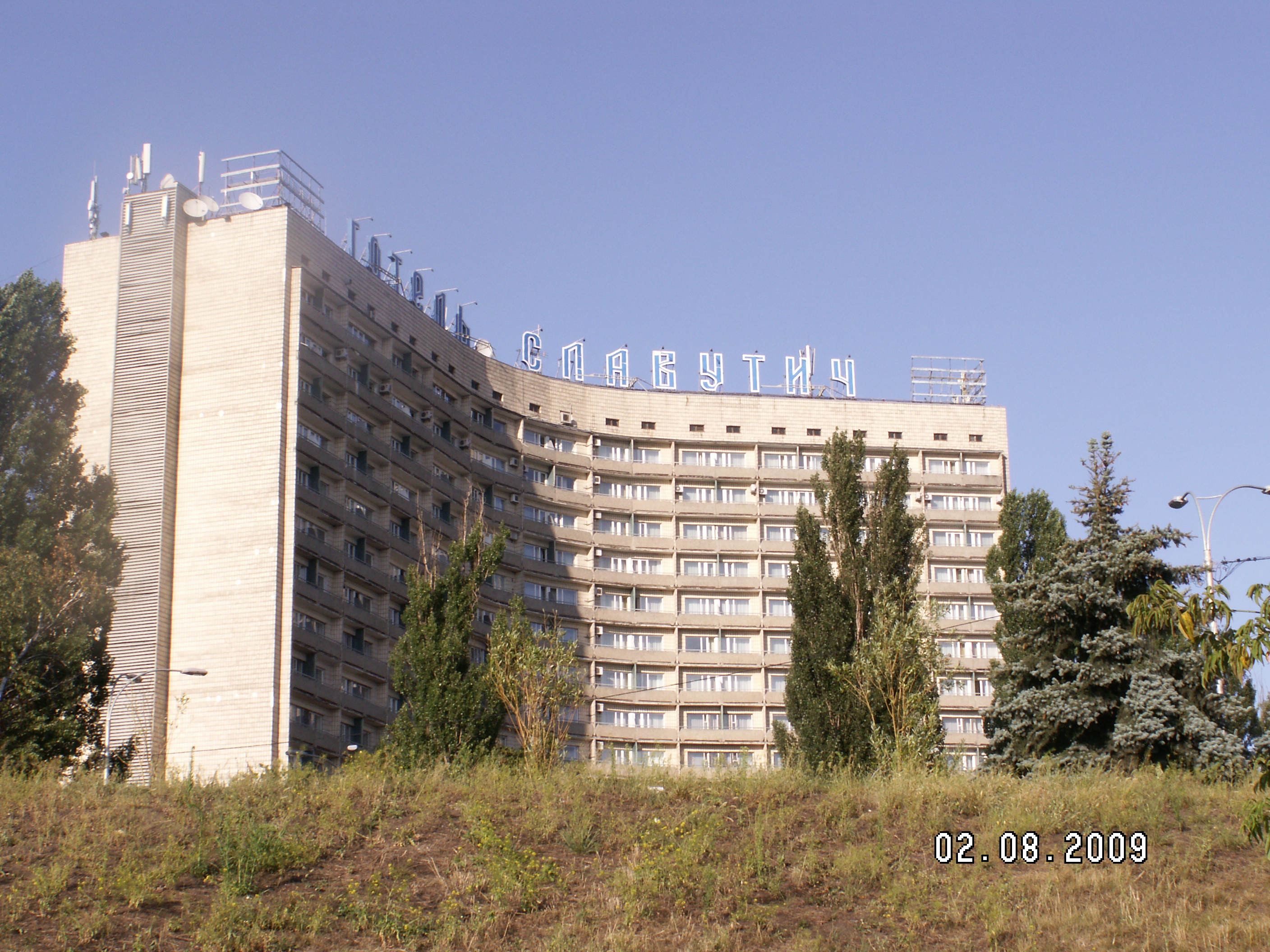
Готель Славутич, фото 2009 року

Кожен з номерів, зокрема 118 номерів поліпшеної бази, має ванну кімнату з ванною або душовою кабіною, супутникове телебачення, прямий вихід на міжнародний телефонний зв'язок, холодильник.
Поліпшені номери «люкс» та «напівлюкс» обладнані кондиціонерами. У номерах економ-класу (одно- і двомісні) можливе проживання з тваринами. Сніданок не входить у вартість номера.
Станом на 2016 рік готель не працював через майновий конфлікт власників. З 2017 року проводиться капітальний ремонт із заміною склопакетів.